# Łańcut (stacja kolejowa)
Łańcut – stacja kolejowa w Łańcucie, w województwie podkarpackim, w Polsce.  Według klasyfikacji PKP ma kategorię dworca regionalnego.

## Ruch pasażerski
| Rok  | Wymiana pasażerska na dobę |
| ---- | -------------------------- |
| 2017 | 500-699                    |
| 2022 | 1 100                      |
| 2023 | 1 300                      |

## Historia
Pierwszy obiekt stacyjny w Łańcucie powstał w 1859 i służył do 1915, kiedy to na skutek działań wojennych został spalony, a następnie zburzony.
Budynek dworca kolejowego został wybudowany w roku 1988. W latach 2010–2012 został gruntownie przebudowany i zmodernizowany. Uroczyste otwarcie nastąpiło 29 maja 2012, a koszt inwestycji wyniósł około 3 mln zł. 30 sierpnia 2023 Rodzina Ulmów została patronem dworca. Podczas uroczystości nadania imienia odsłonięto tablicę poświęconą patronom oraz mural na ścianie dworca.

## Galeria

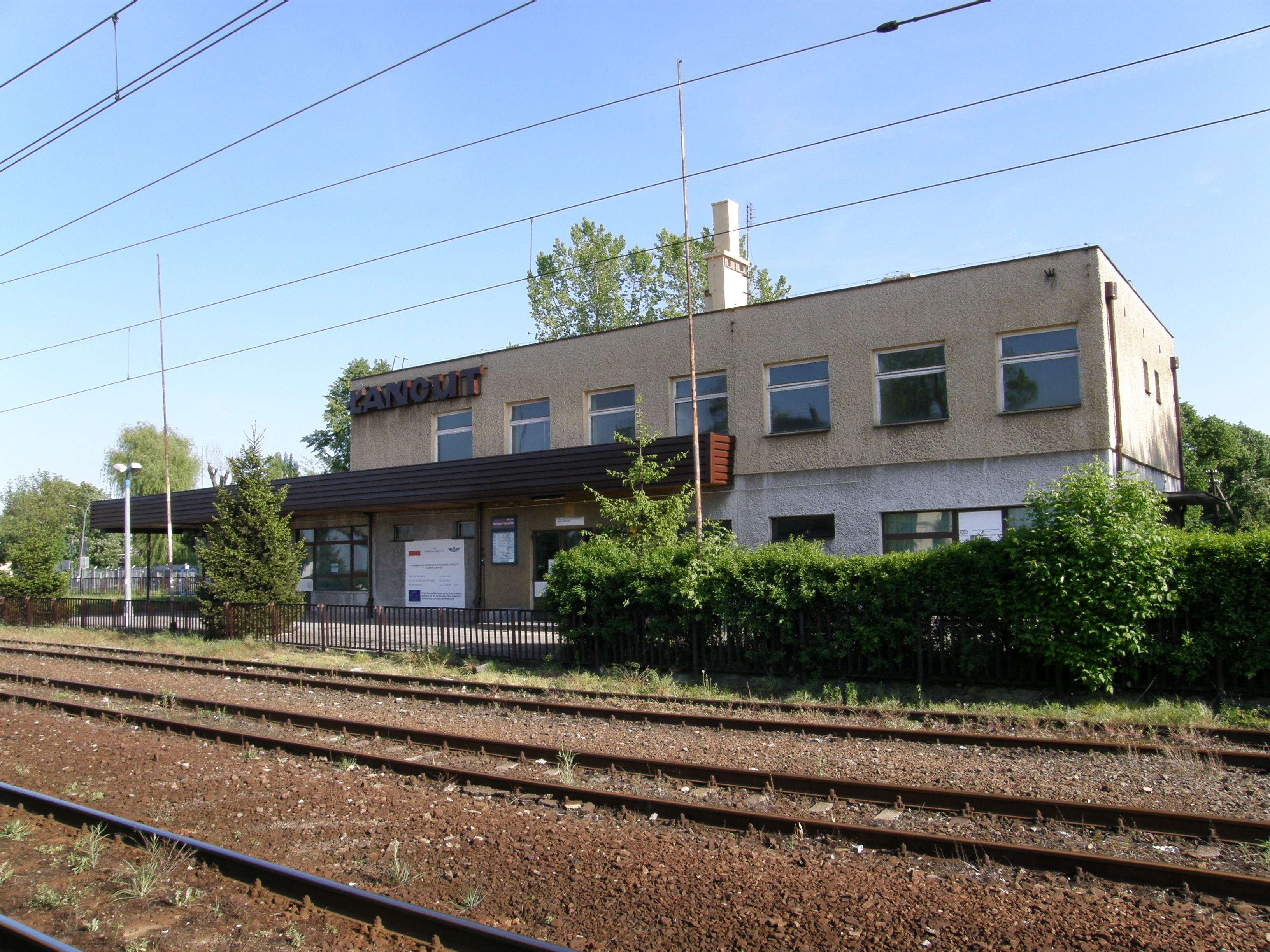
Dworzec przed przebudową (2009)
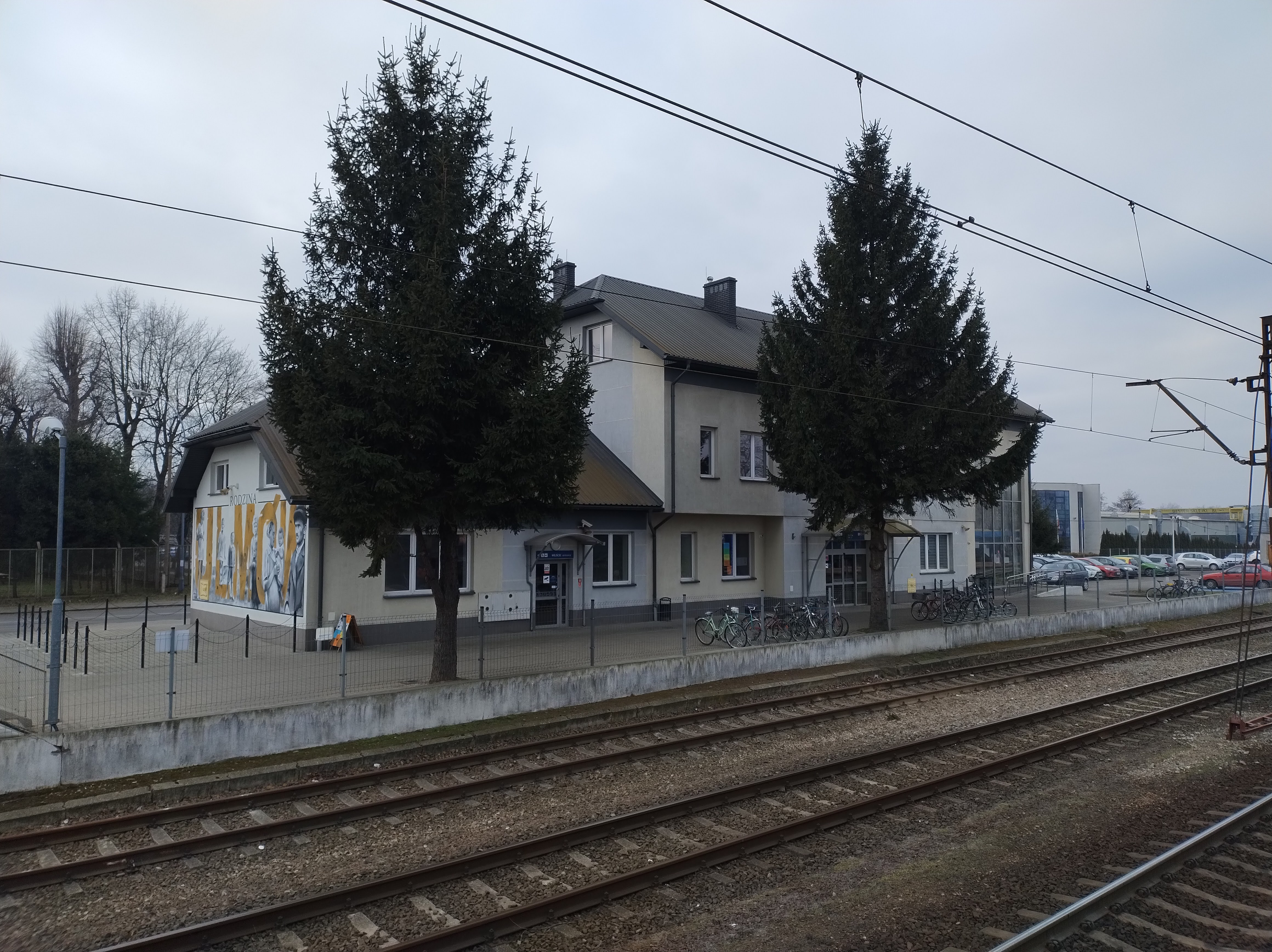
Widok na dworzec z kładki (2025)
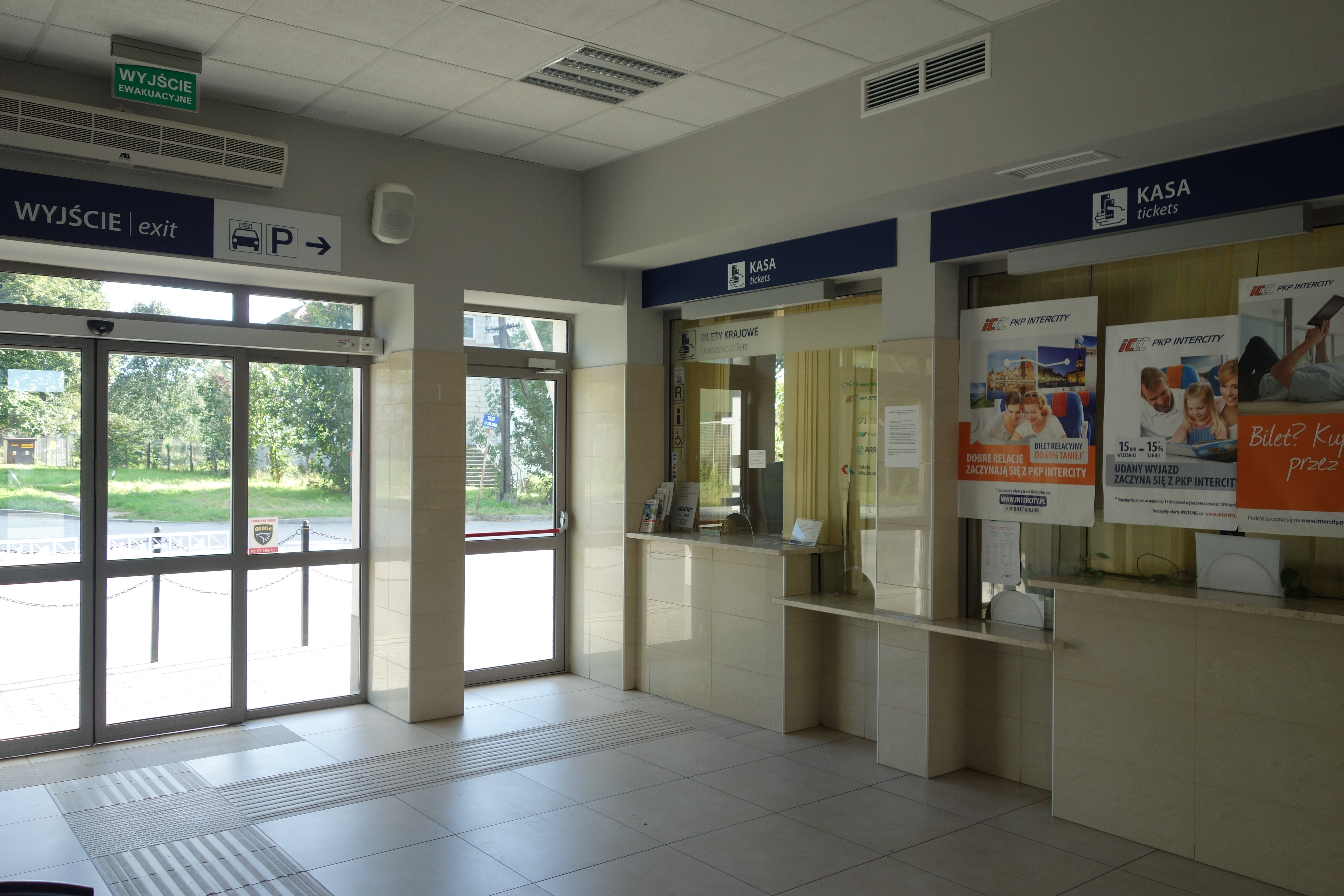
Wnętrze dworca (2014)
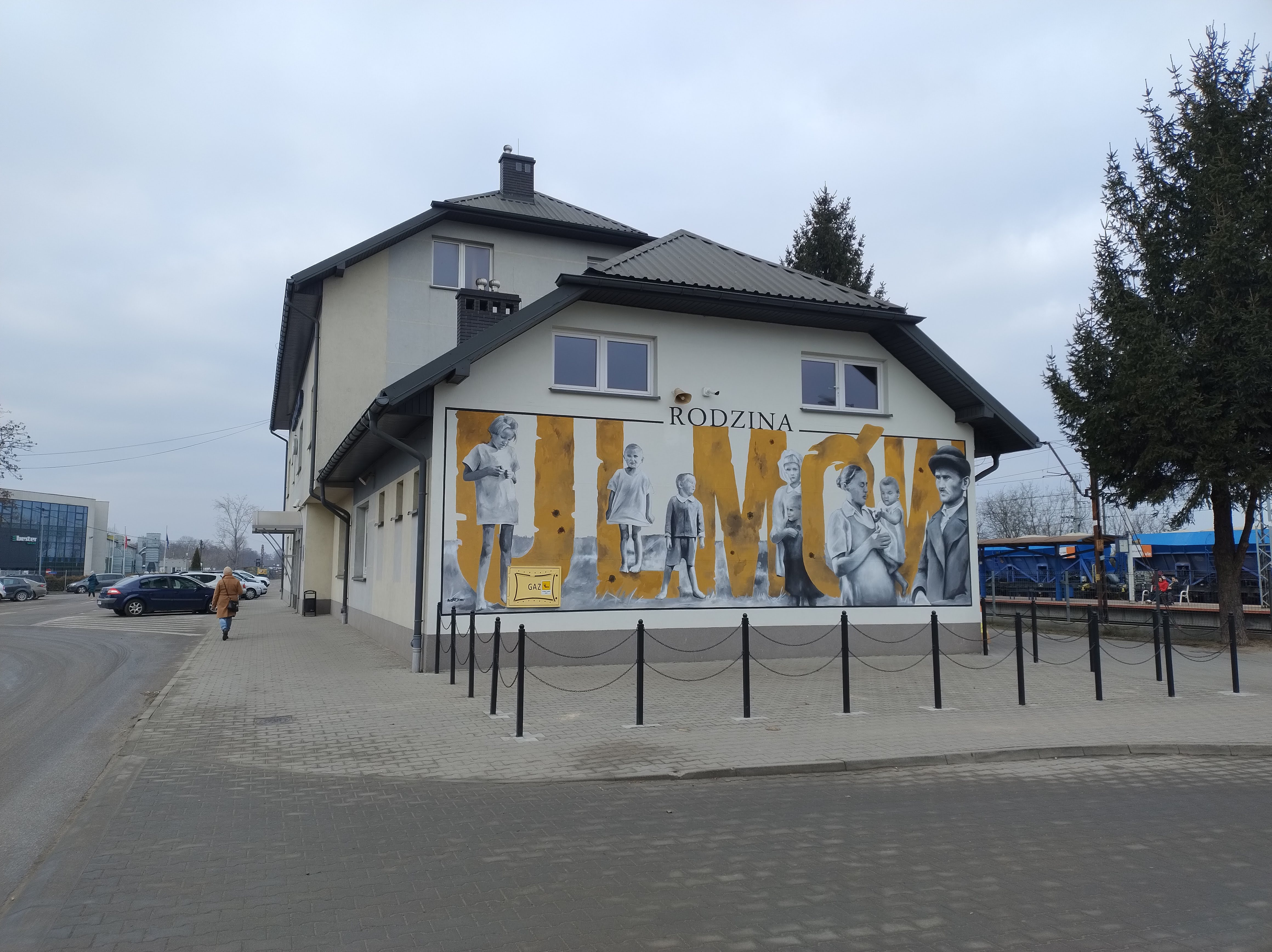
Mural upamiętniający Rodzinę Ulmów (2025)
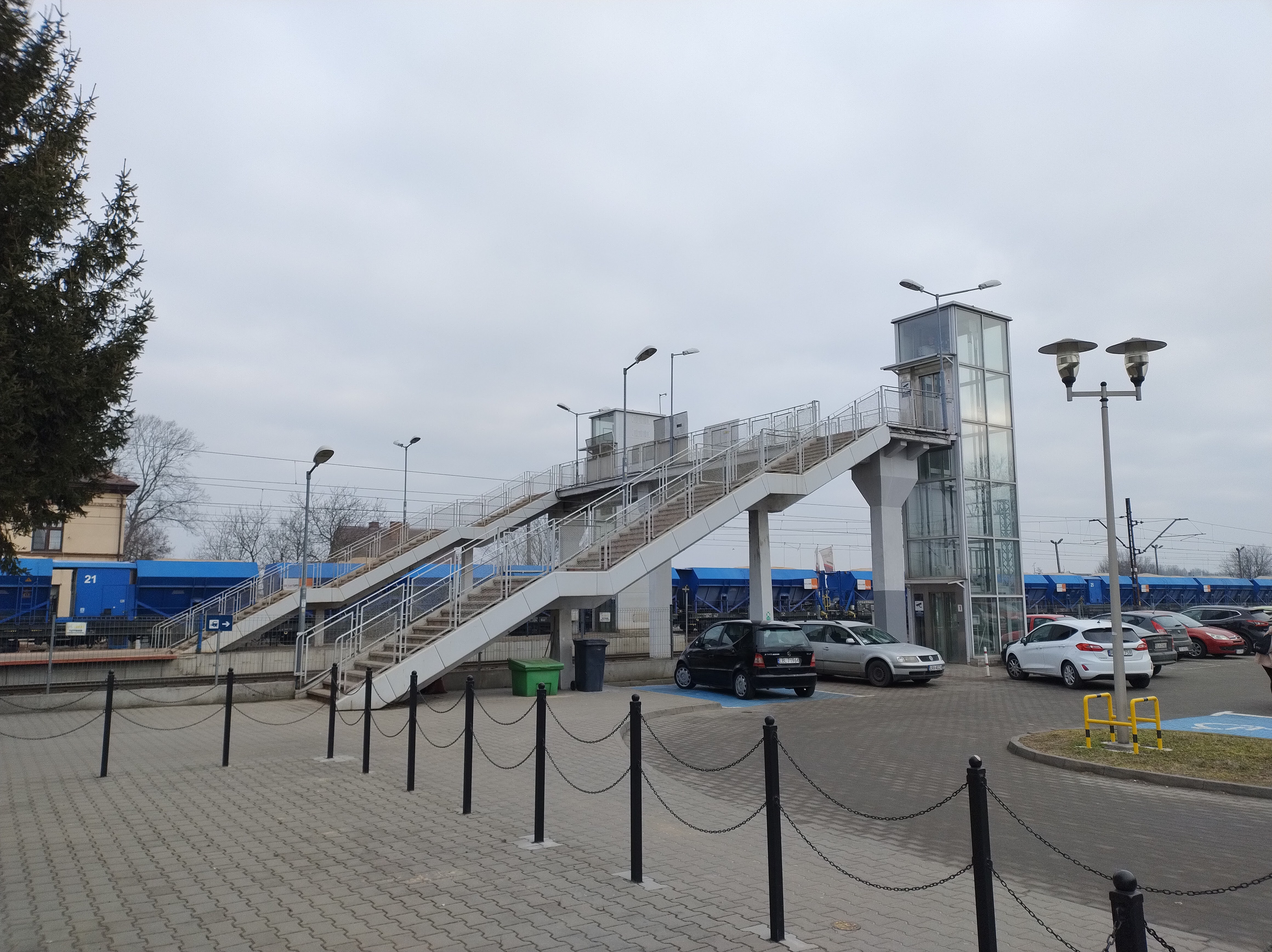
Kładka (2025)
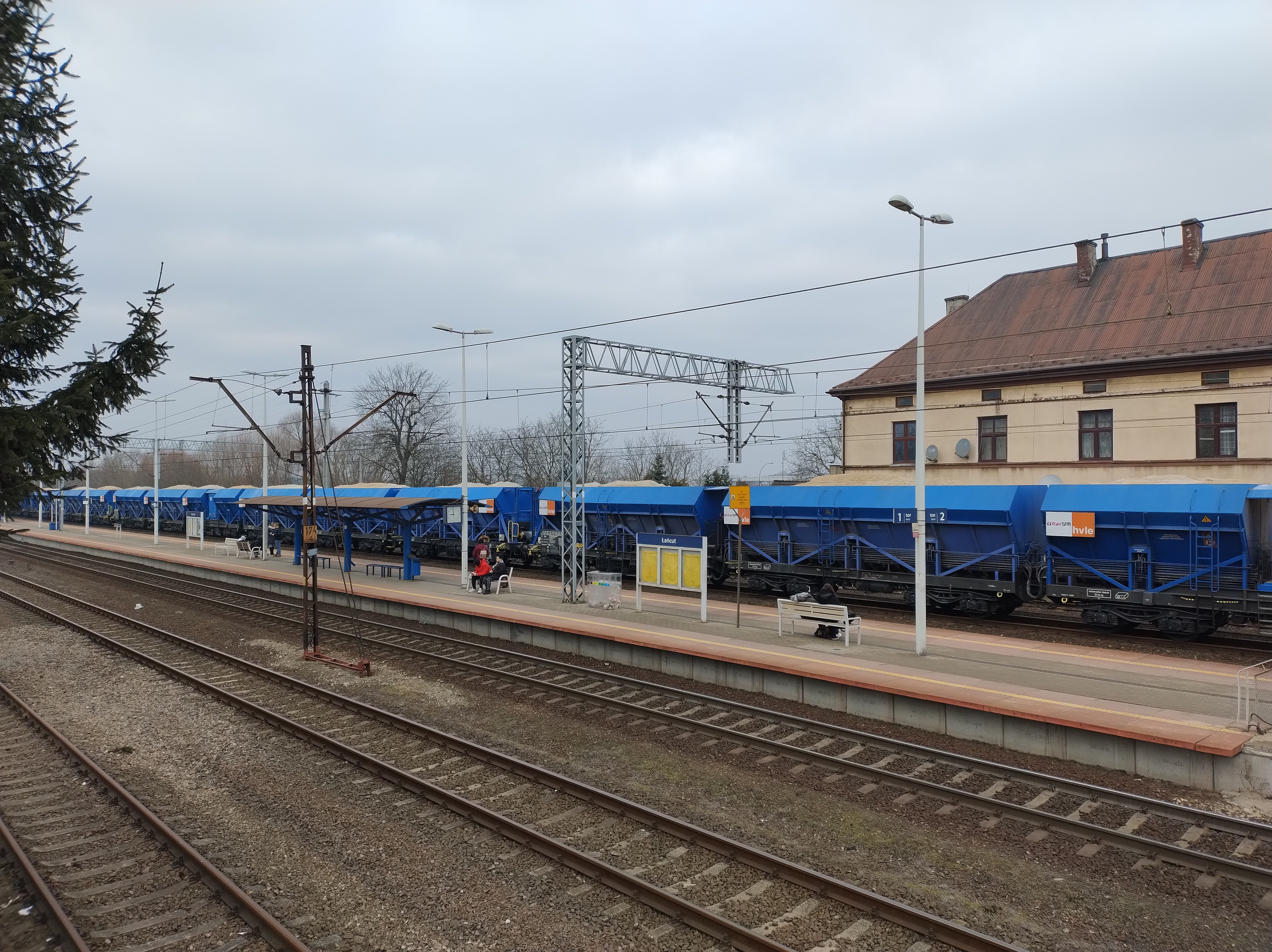
Widok na peron z kładki (2025)